# 阿列克谢·弗罗辛
阿列克谢·米哈伊洛维奇·弗罗辛（俄语：Алексей Михайлович Фросин，1978年2月14日—），俄罗斯男子击剑运动员。他曾获得2000年夏季奥运会击剑比赛男子佩剑团体金牌。他在该届奥运会也参加了个人小项，获得第六名。